# تری جرج
ترنس "تری" جرج (به انگلیسی: Terence "Terry" George) (زاده ۲۰ دسامبر ۱۹۵۲) کارگردان فیلم و فیلم‌نامه‌نویس اهل ایرلند است

## زندگی‌نامه
در سال ۱۹۷۱ در سن ۱۷ سالگی به ظن فعالیت شبه‌نظامی در ارتش جمهوری‌خواه ایرلند دستگیر شد. در ژوئیه ۲۰۱۳ یک مدرک افتخاری به وی از سوی دانشگاه کوئینز بلفاست اعطا شد. دختر وی نیز فیلمساز است.

## فیلمشناسی
- هتل رواندا (۲۰۰۴)
- قول (۲۰۱۶)
- به نام پدر (فیلم ۱۹۹۳) (۱۹۹۳)
- بوکسور (فیلم ۱۹۹۷) (۱۹۹۷)
- جنگ هارت (۲۰۰۲)
- جاده رزرو (۲۰۰۷)
- آن شب (۲۰۲۱)

## جوایز
- برنده جایزه مردم در جشنواره بین‌المللی فیلم تورنتو (۲۰۰۴) بخاطر فیلم هتل رواندا